# Богодухівський ліцей № 2
Комунальний заклад «Богодухівський ліцей № 2» — заклад загальної середньої освіти в місті Богодухів Харківської області, заснований у 1910 році як однокласна земська школа.
Попередні назви:
- Богодухівська середня школа № 2
- Богодухівська політехнічна середня школа № 2
- Богодухівська загальноосвітня школа І-ІІІ ступенів № 2
- Богодухівський колегіум № 2
- Комунальний заклад «Богодухівська загальноосвітня школа І-III ступенів № 2» Богодухівської районної ради Харківської області
- Комунальний заклад «Богодухівський ліцей № 2» Богодухівської районної ради Харківської області
- Комунальний заклад «Богодухівський ліцей № 2» Богодухівської міської ради Богодухівського району Харківської області

## Історія
У 1910 році в Богодухові була заснована однокласна земська школа. 1937 року її було реорганізовано в притулок для дітей-сиріт, а потім — у середню школу, яка неодноразово змінювала назву й тип і зараз є Богодухівським ліцеєм № 2.
У 1955—1965 роках директором школи був відомий педагог та краєзнавець, дослідник Голодомору 1932—1933 років на Богодухівщині, один із організаторів Богодухівського районного краєзнавчого музею Микола Семенович Бєляєв.
Понад 30 років (із 1974 по 2005) заклад очолював Костянтин Назарович Дем'яненко — відмінник освіти України, Почесний громадянин Богодухова. Саме він став ініціатором добудови приміщення школи й переобладнання приміщення дитячого садка в школу початкової ланки, що покращило умови навчання учнів.
За час свого існування заклад випустив понад 8700 учнів. У 2008 році Богодухівський колегіум № 2 став лауреатом обласного конкурсу «Школа року 2008». Ліцей стабільно посідає високі місця в щорічних рейтингах шкіл Харківської області за підсумками ЗНО (без врахування шкіл Харкова): так у рейтингах 2018 та 2021 років заклад був у Топ 20.
Дві філії сучасного ліцею теж мають свою довгу історію. У селі Хрущова Микитівка на 1920 рік була чотирирічна школа, яка в 1935 році була реорганізована у семирічну, у 1957 — у восьмирічну, а в 1989 — у дев'ятирічну. З 1 вересня 2017 року Хрущово-Микитівська загальноосвітня школа стала філією Богодухівського ліцею № 2.
Вікторівська філія веде свою історію від 7-річної школи в селі Скосогорівка Богодухівського повіту, збудованої в 1914 році. Ця школа в 1955 році була реорганізована в Скосогорівську політехнічну загальноосвітню школу, у 1960 — у Скосогорівську 8-річну загальноосвітню школу, а в 1993 — у Скосогорівську неповну середню школу. У 1996 році заклад змінив місце розташування. Новим місцем стала будівля дитячого садка в селі Червона Нива (зараз — селище Вікторівка) Богодухівського району Харківської області. Одночасно Скосорогівську неповну середню школу реорганізовано в Червононивську загальноосвітню школу І-ІІ ступенів, а в 2012 році — у Червононивський навчально-виховний комплекс «Загальноосвітній навчальний заклад І-ІІ ступенів-дошкільний навчальний заклад» Богодухівської районної ради Харківської області, який 2017 року став Вікторівською філією Богодухівської школи № 2, а з 2020 року — Богодухівського ліцею № 2.
24.02.2022 року розпочалася широкомасштабна фаза російсько-української війни, унаслідок якої 15 березня 2025 року під час  масованої повітряної атаки ударними БпЛА з боку РФ будівля ліцею зазнала руйнувань.

## Сучасність
Станом на 2024 рік Комунальний заклад «Богодухівський ліцей № 2» є опорним закладом і має у своєму складі дві філії: Вікторівську та Хрущово-Микитівську.
З 1 вересня 2012 року ліцей очолює Тамара Миколаївна Ємельяненко. Педагогічний колектив нараховує 95 педагогів, серед яких семеро нагороджені нагрудним знаком «Відмінник освіти» і один нагрудним знаком «Василь Сухомлинський».
На 1 вересня 2024 року в ліцеї навчаються 950 учнів та 15 вихованців дошкільного підрозділу.
Освітній процес здійснюється за двома напрямами: філологічним (профіль української філології) та суспільно-гуманітарним (історичний профіль). Ліцей увійшов у 100 шкіл, що пілотують новий державний стандарт початкової освіти. Відповідно освітній процес реалізовується через типові та нетипові освітні програми (Зокрема:  Типова освітня програма.1-2 класи/ О.Я Савченко. — К., 2022, Типова освітня програма.3-4 класи/ О.Я Савченко. — К., 2022 (затверджено наказом Міністерства освіти і науки України від 12.08.2022 № 743-22 ); Освітня програма  науково-педагогічного проєкту «Інтелект України»/ І.В. Гавриш, О.В. Єресько. — К., 2022; Освітня програма початкової освіти "Система розвивального навчання ДРіМ"/ В. В Давидов, В. В. Рєпкін, С. Д. Максименко. — Х., 2018).
До послуг учнів 77 класних кімнат (15 навчальних кабінетів), 88 комп'ютерів (включаючи 6 комп'ютерних класів — 53 ПК), 11 класів із інтерактивними поверхнями, 25 класів із засобами візуалізації (19 — з телевізором, 6 — з проєктор), 1 спортивна зала, 4 майстерні, 4 їдальні.
Бібліотечний фонд налічує — 25438 примірників художньої та навчальної літератури, у тому числі підручників 13650.

## Директори
- Клочко Олександр Матвійович (1949—1955)
- Бєляєв Микола Семенович (1955—1965)
- Щербань Олександр Григорович (1965—1971)
- Соломаха Віталій Дмитрович (1971—1974)
- Дем'яненко Костянтин Назарович (1974—2005)
- Безмінова Інна Георгіївна (2005—2012)

## Учні, випускники
- Шигимага Петро Антонович
- Клімов Віталій Федорович
- Сахно Віталій Дмитрович
- Слісаренко Сергій Петрович
- Удовиченко Роман Миколайович
- Олексин Роман Юрійович[9]

## Пам'ятки
Поруч із будівлею ліцею розташована братська могила жертв класової боротьби, радянських воїнів і партизанів (1930, 1931, 1932, 1941, 1943). На ній у 1963 році був установлений монумент, виготовлений на Харківській скульптурній фабриці — залізобетонна скульптура висотою 2,5 м на постаменті з цегли та цементу висотою 4 м.
11 вересня 2015 на фасаді будівлі тоді ще колегіуму встановили меморіальну дошку випускникові закладу, учаснику АТО Сергію Слісаренку. З нагоди її відкриття відбувся мітинг-реквієм.
15 лютого 2017 під час урочистого заходу з нагоди 28-ї річниці виведення радянських військ із Афганістану на фасаді будівлі відкрили ще одну пам'ятну дошку: загиблому  Віталію Сахну — випускнику школи, який загинув на радянсько-афганській війні.